# Equipe azeri na Copa Davis
A equipe azeri na Copa Davis representa o Azerbaijão na Copa Davis, principal competição de tênis masculina por equipes do mundo. É administrada pela Azerbaijan Tennis Federation (ATF).